# La Celle-Saint-Cloud (tổng)
Tổng La Celle-Saint-Cloud là một tổng của Pháp, tọa lạc tại tỉnh Yvelines trong vùng Île-de-France của Pháp.

## Phân chia hành chính
Tổng La Celle-Saint-Cloud bao gồm 2 xã:
- Bougival: 8 432 dân,
- La Celle-Saint-Cloud: 21 527 dân (thủ phủ của tổng).